# Gare de Loriol
La gare de Loriol est une gare ferroviaire française de la ligne de Paris-Lyon à Marseille-Saint-Charles, située sur le territoire de la commune de Loriol-sur-Drôme, dans le département de la Drôme, en région Auvergne-Rhône-Alpes.
Elle est mise en service en 1854 par la Compagnie du chemin de fer de Lyon à la Méditerranée (LM), avant de devenir une gare de la Compagnie des chemins de fer de Paris à Lyon et à la Méditerranée (PLM) en 1857.
Après la fermeture du guichet en 2014, elle est devenue une halte voyageurs de la Société nationale des chemins de fer français (SNCF) desservie par des trains TER Auvergne-Rhône-Alpes.

## Situation ferroviaire
Établie à 109 mètres d'altitude, la gare de Loriol est située au point kilométrique (PK) 637,324 de la ligne de Paris-Lyon à Marseille-Saint-Charles, entre les gares ouvertes de Livron et de Montélimar. En direction de Montélimar, s'intercalent les gares fermées de Saulce et de La Coucourde - Condillac.

## Histoire

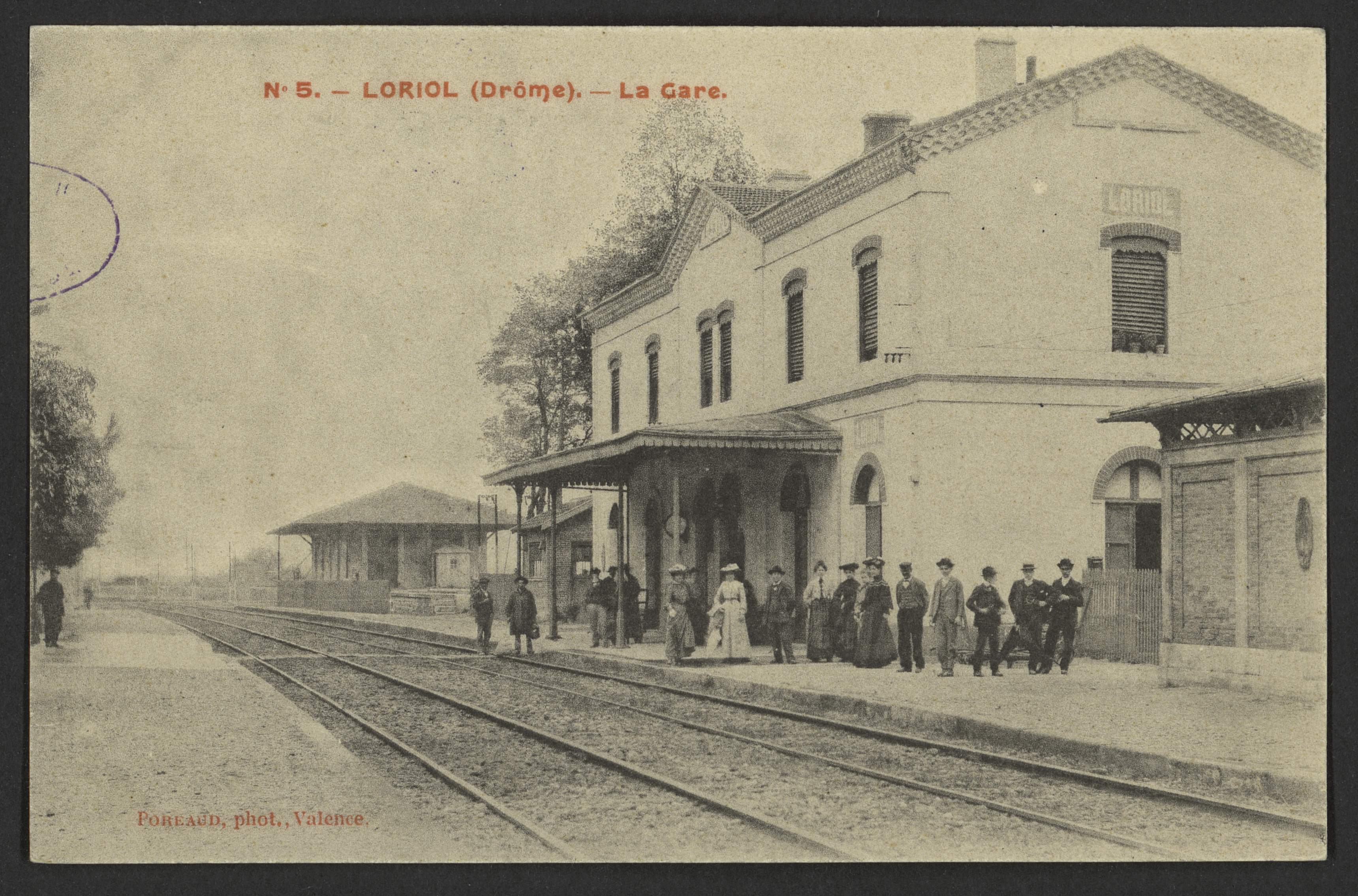
La gare vers 1900

La gare de Loriol est mise en service le 29 juin 1854 par la Compagnie du chemin de fer de Lyon à la Méditerranée (LM), lorsqu'elle ouvre à l'exploitation la section d'Avignon à Valence.
En avril 1857, la gare est intégrée dans le réseau de la Compagnie des chemins de fer de Paris à Lyon et à la Méditerranée (PLM), nouvelle compagnie née de la fusion entre la Compagnie du chemin de fer de Paris à Lyon et la Compagnie du chemin de fer de Lyon à la Méditerranée.
Le guichet est fermé, par la SNCF, le 29 septembre 2014.

## Fréquentation
De 2015 à 2023, selon les estimations de la SNCF, la fréquentation annuelle de la gare s'élève aux nombres indiqués dans le tableau ci-dessous.
| Année     | 2015   | 2016   | 2017   | 2018   | 2019   | 2020   | 2021   | 2022   | 2023   |
| --------- | ------ | ------ | ------ | ------ | ------ | ------ | ------ | ------ | ------ |
| Voyageurs | 55 570 | 47 475 | 51 460 | 45 255 | 62 121 | 39 667 | 56 630 | 79 347 | 94 347 |

## Service des voyageurs

### Accueil
Halte SNCF, c'est un point d'arrêt non géré (PANG) à entrée libre.

### Desserte
Loriol est desservie par les trains TER Auvergne-Rhône-Alpes de la relation Lyon-Perrache (ou Lyon-Part-Dieu) - Avignon-Centre).

### Intermodalité
Un parc pour les vélos et un parking pour les véhicules y sont aménagés.